# Northeastern Huskies
Northeastern Huskies är en idrottsförening tillhörande Northeastern University och har som uppgift att ansvara för universitetets idrottsutövning.

## Idrotter
Huskies deltager i följande idrotter:
| Herrar - Baseboll - Basket - Fotboll - Friidrott - Ishockey - Rodd - Terränglöpning | Damer - Basket - Fotboll - Friidrott - Ishockey - Landhockey - Rodd - Simning - Simhopp - Terränglöpning - Volleyboll |

## Idrottsutövare

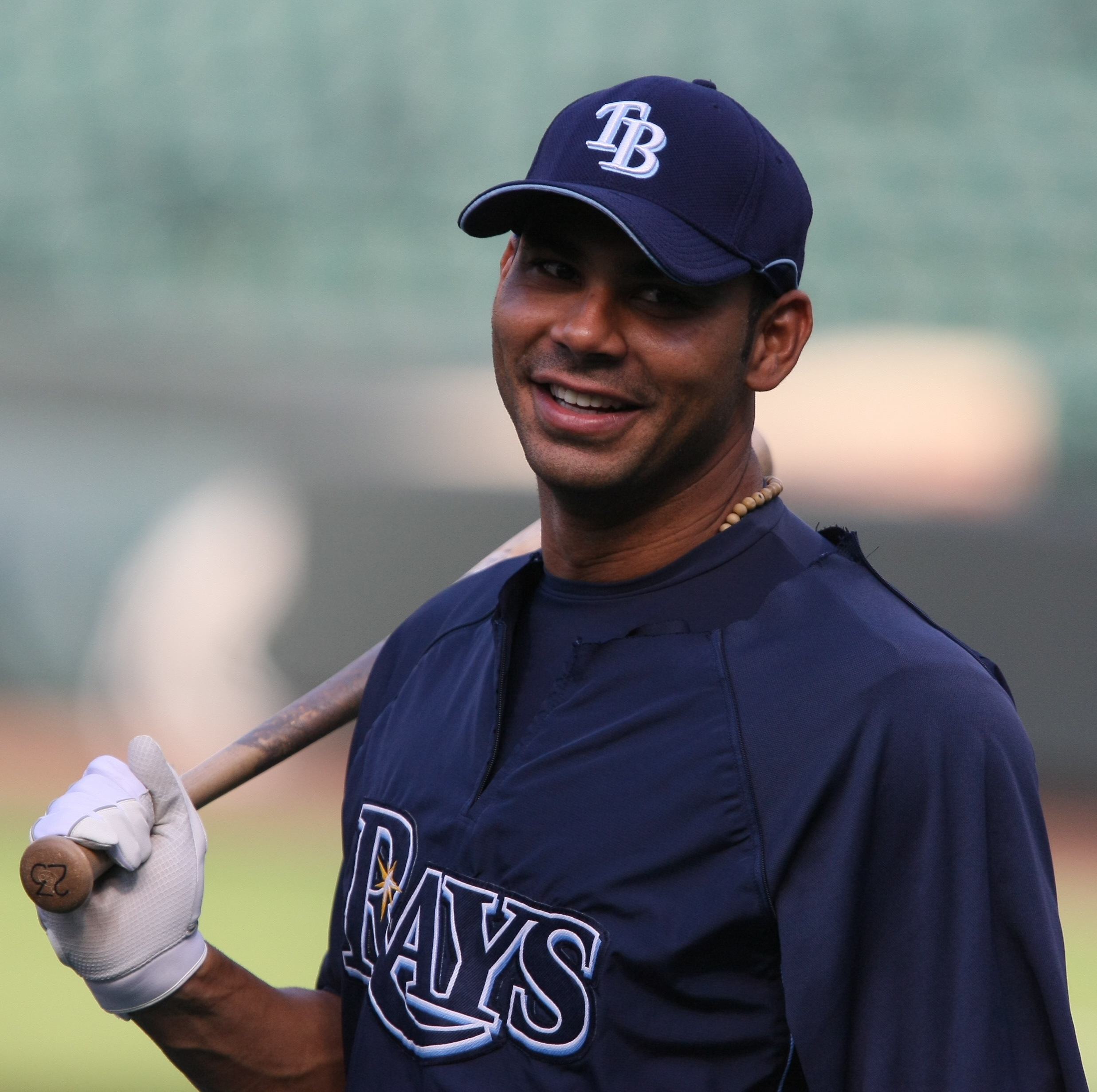
Carlos Peña.

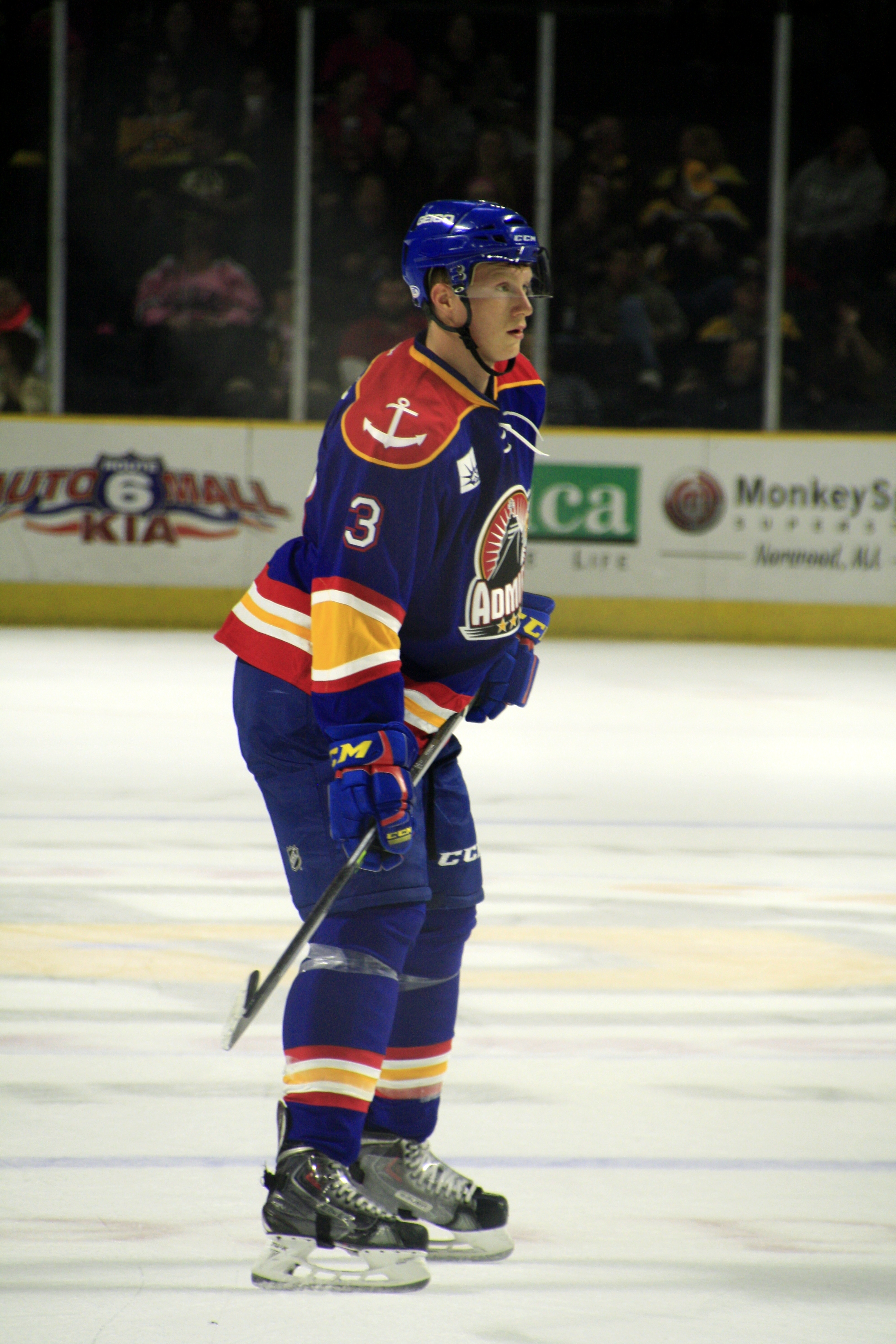
Josh Manson.

| Amerikansk fotboll - Dan Ross Baseboll - Carlos Peña Basket - Reggie Lewis Bob - Steven Langton Ishockey - Zach Aston-Reese - Matt Benning - Anthony Bitetto - Sam Colangelo - Kendall Coyne - Jérémy Davies - Adam Gaudette - Chanda Gunn - Jordan Harris - Justin Hryckowian - Michael Kesselring | - Devon Levi - Shelley Looney - Cam Lund - Josh Manson - Julia Marty - Aidan McDonough - Dan McGillis - Chris Nilan - Karen Nystrom - Jamie Oleksiak - Cayden Primeau - Kevin Roy - Florence Schelling - Laura Schuler - Ryan Shea - Dylan Sikura - Jayden Struble - Vicky Sunohara - Brad Thiessen - Joe Vitale - Jack Williams |